# Gabriela Bísková
Gabriela Bísková (* 16. května 1990, Praha) je česká modelka a účastnice soutěží krásy.

## Osobní život
Gabriela Bísková pochází z Prahy 10. V letech 2005–2009 studovala na gymnáziu na Praze 2. Poté studovala na Univerzitě Jana Amose Komenského v Praze bakalářský obor Sociální a masová komunikace, který absolvovala v roce 2012.
V roce 2012 se zúčastnila pořadu Prostřeno na televizí stanici Prima family.

## Soutěže Miss
Gabriela Bísková se účastnila mnoha soutěží krásy. Na většině z nich se umístila na předních pozicích, například na:
- Miss Praha Open 2008 – finalistka[3]
- Miss České republiky 2009 – finalistka